# Dům čp. 4 (Chomutov)
Dům čp. 4 na náměstí 1. máje v Chomutově je barokní měšťanský dům, který do sedmnáctého století sloužil jako městská radnice a solnice. Později byl upraven na hospodu, byty úředníků a sídlo soudu. Od roku 1963 je chráněn jako kulturní památka.

## Historie
Není jisté, kdy byl postaven první předchůdce dochovaného domu, ale předpokládá se, že roku 1376 stál na místě domu čp. 4 dům rychtáře Hanze Pruze. Roku 1396 udělil Albrecht z Dubé městu řadu privilegií, ke kterým patřilo povolení obchodu se solí. Městská rada poté potřebovala dům, kde by se mohla setkávat a skladovat sůl. Nechala proto v rohu náměstí postavit novou budovu, kterou převzala a schválila dne 22. srpna 1397.
Většina městské, převážně dřevěné, zástavby byla zničena při dobytí města husity. Nový dům pak nechala městská rada postavit pravděpodobně až roku 1456, kdy město patřilo Janu Caltovi z Kamenné Hory. V domě se poté nacházela zasedací síň městské rady, městská váha, obecní truhla s penězi a sklad soli. Do sklepení se ukládalo obecní pivo a víno, zatímco v prvním patře měli kanceláře písař a purkmistr.
Dne 24. července 1598 vypukl požár, při kterém shořela velká část města včetně zámku a radního domu. Ten byl brzy opraven a probíhala v něm jednání s cílem vykoupit město z poddanství. Roku 1606 byli v domě zvoleni zástupci prvního magistrátu poté, co se Chomutov stal královským městem. Město však zároveň koupilo zámek, na který roku 1620 radnici přestěhovalo. Původní radní dům byl poté upraven na hospodu s pivovarem zvaným též Gössliho pivovar, který později vystřídaly obchody a skladiště.
Až do roku 1849, kdy byl zřízen chomutovský okresní soud, se v prvním patře domu nacházely úřednické byty. Soud v domě sídlil až do výstavby nové soudní budovy v ulici Na Příkopech. Od konce devatenáctého století v přízemí byly opět obchody a v patře byty. Ve dvacátém století až do roku 1989 dům využívaly městský úřad, městský národní výbor a dočasně také okresní muzeum.

## Stavební podoba
Půdorys města byl ve třináctém století rozvržen lokátorem, podle kterého se v místech domu čp. 4 původně nacházely dvě stavební parcely. Podobu původních domů neznáme. Nejstarší stavební fází dochovaného domu jsou nejspíše nárožní sklep a prostor naproti kostelu Nanebevzetí Panny Marie, které mohou pocházet z přelomu čtrnáctého a patnáctého století. Ve druhé polovině patnáctého století již dům zabíral obě parcely. Nejpozději v šestnáctém století bylo průčelí domu rozšířeno o podloubí a k domu přiléhal pozemek domu čp. 37. Na západní straně dům lemovala úzká ulička sevřená z druhé strany ohradní zdí hřbitova, který se nacházel v okolí kostela a v místech Husova náměstí.
Dochovanou barokní podobu s půdorysem ve tvaru písmene L, podloubím a mansardovou střechou dům získal při úpravách v osmnáctém století. Jeho součástí byl přímý vstup do sklepa z prostoru podloubí, průjezd do dvora v místech komory sousedící s domem čp. 5 nebo gotický portál usazený v oblastním muzeu u vchodu do lapidária.